# George P. Smith
George Pearson Smith (* 10. března 1941 Norwalk, Connecticut) je americký chemik a biolog, laureát Nobelovy ceny za chemii v roce 2018 za fágové zobrazení peptidů a protilátek. Je emeritním profesorem biologických věd na Missourské univerzitě v USA.

## Život a kariéra
Narodil se v Norwalku v Connecticutu, bakalářský titul z biologie získal v roce 1963 a krátce působil jako středoškolský učitel a laboratorní technik. Doktorát z bakteriologie a imunologie získal na Harvardově univerzitě. Od roku 1975 působil na Missourské univerzitě a v letech 1983–1984 začal na Dukeově univerzitě pracovat na problematice zobrazování peptidů.
V roce 1985 popsal techniku označovanou jako „fágový displej“, jejímž principem je umělé vložení specifické sekvence do genu pro obalový protein bakteriofága, což způsobuje na vnější straně bakteriofága expresi proteinu. Za vývoj a využití této techniky získal společně s Frances Arnoldovou a Gregem Winterem Nobelovu cenu za chemii za rok 2018; jejich metody jsou přínosem například k výrobě nových léků nebo biopaliv.
George Smith je známý také jako zastánce rovných práv Palestinců a izraelských Židů.